# Уктусские горы (станция метро)
«Укту́сские го́ры» — планируемая станция Екатеринбургского метрополитена. Станция должна расположиться за действующей станцией «Ботаническая», однако по состоянию на начало 2024 года сроки начала строительства станции не определены.
Согласно генеральному плану города Екатеринбурга на период до 2045 года станция будет располагаться около Уктусского лесопарка, одной из наиболее важных рекреационных зон отдыха горожан, в районе транспортно-пересадочного узла, образуемого перекрёстком улиц Щербакова — Лыжников. Транспортный узел будет перехватывать транспортные потоки из жилых районов Елизавет, Химмаш, Нижнеисетский, Рудный и Новокольцовский, а также из городских округов вдоль Челябинского тракта (М5 «Урал») в направлении центра города и жилых районов Вторчермет, Академический и т.д.
Планируемое месторасположение станции (между ул. Лыжников и пер. Широким) находится в зоне активного жилищного строительства.

## История

### Ранние предпроектные предположения
О необходимости проведения метрополитена через район Уктуса в свердловской прессе стали писать ещё в начале 1960-х годов.
Решение о строительстве здесь перспективной станции «Уктусские Горы», носившей тогда название «Щербаковская», было принято не позднее 1978 года в рамках подготовки технико-экономического обоснования 1-й линии (линии «Север-Юг») Екатеринбургского, а тогда ещё Свердловского метрополитена. Произошло это только после того, как была определена окончательная трассировка южного участка линии (Автовокзал на ул. Щорса — Уктус), хотя изначально ветку вести сюда не планировали, потому что когда в конце 1960-х — середине 1970-х годов собирались данные для технико-экономического обоснования линии «Север — Юг», значительные пассажиропотоки в районах южнее Щорса отсутствовали.
Окончательный выбор продолжения ветки через Уктус был обусловлен принятием решения о переносе Уктусского аэропорта и строительстве на его месте жилого района «Ботанический», а также снятием связанных с близостью аэропорта ограничений на высоту жилых домов непосредственно в самом Уктусе, что в перспективе должно было повысить плотность жилой застройки и увеличить потребность в метрополитене.
Тем не менее, несмотря на то, что станция была включена в планы свердловского метростроя, строить станцию в 1980-е годы предполагалась лишь в рамках второй очереди строительства 1-й линии, уже после завершения строительства следующей линии «Запад» — «Восток». Сроком ввода станции ориентировочно назывался 2000 год.
С 1994 года станция «Щербаковская» сменила своё название на всех схемах метрополитена на современное.

### 2000-е — 2020-е годы
Согласно градостроительному обеспечению генерального плана Екатеринбурга, принятому в 2004 году, станция «Уктусские горы» должна была быть построена до 2015 года в числе 12 новых станций метрополитена, однако в связи с недостаточным объёмом финансирования строительства метрополитена, этот срок впоследствии был сорван.
В 2006 году в среднесрочных планах метростроевцев было строительство станции на Уктусе, сразу после ввода участка «Геологическая» — «Ботаническая», однако на завершающем этапе строительства этого участка был озвучен приоритет строительства второй линии метро перед продлением действующей ветки.
С середины 2000-х годов район Уктуса, чьё население тогда составляло более 30 000 жителей, начинает активно застраиваться. Только в период между 2000 и декабрём 2015 года на Уктусе (без микрорайона «Шинный», находящегося в зоне пешей доступности станции «Уктусские горы») было построено 35 жилых домов общей площадью 368801,6 м². За этот же период в микрорайоне Шинный было построено 56686,3 м². нового жилья. На декабрь 2015 года население района (вместе с микрорайоном Шинный, 12 тыс. жителей) по оценке научных исследователей Института экономики УрО РАН превысило цифру в 48 тысяч человек и по прогнозу до 2035 года должно было составить 57 тысяч жителей.
Объём одобренного к строительству нового жилья в районе Уктус на 2024 год превышает значение 1 млн м². Крупнейшие жилые проекты в районе Уктус ЖК «Шишимская горка», ЖК «Астон Сезоны» и ЖК «Утёс» находятся в пешей доступности от станции и предполагают строительство около 700 000 м² жилой недвижимости по данным проектов землеустройства.
Проходит постепенная реновация индивидуальной застройки Уктуса новой высотной жилой застройкой. Ожидаемый значительный рост численности населения района создаёт возможности модернизации транспортной инфраструктуры, что отмечалось ещё научным исследованием 2017 года.
На начало 2024 года станция «Уктусские Горы» по-прежнему остаётся в числе станций метрополитена, чьё строительство предусмотрено действующим генпланом развития города до 2045 года (в редакции, утверждённой 01.06.2023 года), хотя точные сроки строительства станции не определены.
О нужности станции на Уктусе на круглом столе «Рынок недвижимости 2024: тренды и прогнозы» ИД «Коммерсантъ-Урал» в феврале 2024 года высказался глава департамента архитектуры, градостроительства и регулирования земельных отношений Руслан Габдрахманов, хотя и уточнил что на первом этапе улучшения транспортной ситуации в южной части города приоритет отдаётся трамвайному строительству линии от ст. Ботанической в район Новокольцовский. Он заявил, что вопрос строительства новых станций метро сейчас находится в стадии обсуждения.